# Papraqan
Papraqan (serbiska: Papračane, Папраћане, Prapaćane, Prapacane, Papraćane, Прапаћане, Prapaćan, albanska: Prapaqan, Prapaqani, Prapaçan, Prapaçani) är en ort i Kosovo. Den ligger i den västra delen av landet, 70 km väster om huvudstaden Priština. Papraqan ligger 552 meter över havet och antalet invånare är 1 288.
Terrängen runt Papraqan är varierad. Runt Papraqan är det ganska tätbefolkat, med 222 invånare per kvadratkilometer. Närmaste större samhälle är Pejë, 12,3 km norr om Papraqan. Omgivningarna runt Papraqan är en mosaik av jordbruksmark och naturlig växtlighet.